# Cyprus Confidential
Cyprus Confidential est une enquête journalistique qui a été rendue publique en novembre 2023. Elle a été menée a bien par les journalistes de 67 médias partenaires du Consortium international des journalistes d'investigation. Selon cette enquête Chypre est une plaque tournante qui sert de plateforme de blanchiment d'argent aux oligarques russes, à Vladimir Poutine. Chypre est aussi particulièrement prisée par des secteurs économiques spécifiques comme le football ou la pornographie.

## Présentation
Le consortium regroupe 67 médias internationaux, dont Le Monde et Radio France pour la France, La Presse et Radio Canada pour le Québec.
Le consortium a analysé des documents du milieu des années 1990 jusqu'en 2022, pour un total de 3,6 millions de documents, appartenant à 6 cabinets de services administratifs  – ConnectedSky, Cypcodirect Corporate Services, DJC Accountants, Kallias & Associates, MeritKapital et MeritServus
,,.
De cette analyse en sont ressortis les motivations des acteurs utilisant Chypre comme implantation : système fiscal favorable, régime des passeports dorés, tolérance du système judiciaire, les avantages de l'île méditerranéenne sont nombreux
.

## Enquête
L'enquête a permis de mettre au jour l'importance financière des oligarques russes dans l'écosystème chypriote. A tel point que Chypre est appelé dans certains milieux Moscou sur Méditerranée. Chypre est déjà connu pour être un paradis fiscal utilisé par de nombreux secteurs économiques.

### Moscou sur Méditerranée
Le système des passeports dorés a permis à l'île d'attirer 7 milliards de dollars pour 2869 ressortissants russes. Le principal bénéficiaire de cet afflux financier est la plus importante banque chypriote la RCB Bank (en) (Russian Commercial Bank). Les liens entre la RCB et Moscou sont tels qu'on peut soupçonner que RCB soit filiale de la banque russe VTB, contrôlée par le Kremlin. 
Chypre est une porte d'entrée de la sphère européenne pour les russes. Ceux-ci ont placés 200 milliards d'actifs à Chypre en 2020. L'île est le siège de 300 entreprises d'origine russe. L'imprégnation russe est telle qu'en 2014 le conseil d'administration de la Banque centrale de Chypre comprend 6 membres russes. Un ensemble  de facteurs qui font surnommer Chypre la Moscou de la Méditerranée.
À la suite de l'invasion de l'Ukraine par la Russie et des sanctions contre la Russie, 96 oligarques russes sous sanctions continuent de bénéficier des services des cabinets administratifs chypriotes. Des oligarques russes ont effectué des transferts de leurs actifs. Parmi eux Alexey Mordashov (en), Alexander Abramov et Alexander Frolov. L'enquête de l'ICIJ montre que la cabinet international PricewaterhouseCoopers a tout fait pour venir en aide aux oligarques et leur permettre de contourner les sanctions. Certains experts considèrent que l'économie chypriote est le moteur du régime financier de Vladimir Poutine permettant le transfert des fortunes russes vers les pays occidentaux.

### Hubert Seipel
Le journaliste allemand Hubert Seipel (de) aurait fait l'objet des largesses financières de la part du Kremlin. Le journaliste allemand est un spécialiste du pouvoir russe : il a, selon ses dires, rencontré Vladimir Poutine une centaine de fois. Selon les révélations du consortium, Hubert Seipel aurait reçu une enveloppe de 600 000 euros de la part d'un oligarque russe, somme destinée à « sponsoriser » l'écriture d'un ouvrage sur le pouvoir russe. L'argent lui aurait été versé en 2018, par le biais d'une société-écran appartenant à un oligarque russe, Alexeï Mordachov. Un livre suivra, paru en Allemagne en 2021 (non édité en France), Le Pouvoir de Poutine. Pourquoi l'Europe a besoin de la Russie. Les liens opaques entre Seipel et le pouvoir russe existent depuis 2013, révèle le consortium. Un autre livre, une biographie de Vladimir Poutine, est paru en 2015 : Poutine, une vision du pouvoir.Ce dernier a été traduit en France et est paru aux Éditions des Syrtes il s'est écoulé à 1800 exemplaires,,,.
Hubert Seipel a protesté et a nié être un « agent de Moscou » mais a reconnu le contrat entre la société-écran et lui.
Considérant qu'elle a été trompée par le journaliste, la chaîne de télévision publique allemande NDR Fernsehen envisage de porter plainte contre Seipel.

### Pharmascience
Pharmascience est un groupe quebéquois de pharmacies qui a utilisé les facilités du système fiscal chypriote. La fuite de documents concerne les exercices de  2014, 2015, 2019, 2020 et 2021. La filiale chypriote, Pharmascience International Limited (PIL), y bénéficie d'un taux d'impôts de 12,5%. Autre astuce, elle paye d'importantes sommes en redevance de propriété intellectuelle à une autre filiale à La Barbade, appelée Pharmascience Barbados Limited (PBL), qui elle, ne paye que 2,5% d'impôts sur les bénéfices. Les sommes versées par PIL à PBL se montent à 17,2 millions de dollars canadiens, soit une économie d'impôts de 4,6 millions de dollars canadiens pour le groupe Pharmascience au Canada.
L'objectif de ce type de montage financier est de faire détenir les brevets par une filiale située dans un pays à très faible niveau d'imposition (La Barbade pour notre cas). Le reste du groupe peut ensuite réduire son impôts en versant d'importantes redevances à la filiale qui détient les brevets. La Barbade et Chypre ayant signé des conventions avec le Canada, ce type de montage est légal. Pour le gouvernement canadien, il ne s'agit que d'un manque à gagner. La filiale chypriote de Pharmascience a été créée en 1994. Parmi les motivations, on peut lire dans une lettre au gouvernement chypriote « Dans le cadre de sa stratégie internationale, PIL a choisi Chypre pour sa bonne infrastructure, son personnel qualifié et son régime fiscal ». Ce qui n'a pas empêché le PDG, Martin Arès, de nier avoir connaissance de ces montages.

### Roman Abramovitch et le club de Chelsea
Roman Abramovitch a acheté le club anglais de Chelsea Football Club au début des années 2000 et a dû le revendre en 2022 à la suite des sanctions contre la Russie. D'après les documents analysés, Abramovitch a pu enfreindre le fairplay financier et effectuer des paiements secrets grâce aux 14 trusts chypriotes qu'il détient. Les paiements en question se montent à plusieurs dizaines de millions de livre sterling. Ces paiements ont pu servir à favoriser la conclusion du renouvellement de l'entraineur italien Antonio Conte dont l'agent, Federico Pastorello, a bénéficié d'un versement de 11 millions d'euros en 2017. Des paiements secrets qui favorisent l'idée qu'il existait une caisse noire au club de Chelsea. Ce type de paiements pour « faciliter » certaines décisions sont fréquents à Chelsea et impliquent à différents niveaux les renouvellements ou les transferts de Frank Arnesen, Bertrand Traoré, Samuel Eto'o, Eden Hazard, Willian ou encore Arjen Robben. Ces paiements ne figurant pas dans les comptes du club de Chelsea, ils transgressent les règles du fairplay financier dans le football anglais, règles qui instaurent des plafonds. S'il s'avère que ces règles ont été transgressées, il pourra y avoir une sanction (sanction financière ou  retrait de points),,.

### L'industrie du porno
L'industrie du porno a élu domicile à Chypre pour des raisons essentiellement fiscales. Le taux d'imposition peut descendre à 2,5% et les dividendes et royalties ne sont pas imposés. Parmi les documents analysés, une entreprise a par exemple réussi grâce à des montages financiers légaux, a ne payer que 2 millions d'euros d'impôts pour un chiffre d'affaires de 248 millions d'euros.
Ensuite le traitement par les banques des professionnels de la pornographie se fait comme pour tout autre client. Alors qu'ailleurs les banques refusent les clients de ce secteur pour cause d'image  et de responsabilité juridique.
Enfin, l'industrie du porno  installée à Chypre est essentiellement le fait de sociétés d'origine russe. Ces sociétés emploient des Russes, des Biélorusses et des Ukrainiens, y compris après la guerre avec l'Ukraine. Pourtant Chypre n'abrite pas de studios de tournage, mais uniquement des filiales comme pour MindGeek connu pour ses sites Pornhub et Youporn,.

### Les technologies de cyberespionnage
Chypre est aussi prisée par des entrepreneurs israéliens un peu particuliers, les spécialistes en cybersurveillance. Les logiciels de cybersurveillance nécessitent de respecter une réglementation particulièrement tatillonne. En Israël, toute vente de logiciel de cybersurveillance à l'étranger doit être approuvée par une licence d'exportation. Le Ministère de la Défense vérifie alors que l'opération ne nuit pas à la sécurité d'Israël et à sa réputation. En s'installant à Chypre, les spécialistes israéliens s'affranchissent de la réglementation israélienne et peuvent vendre en toute discrétion leurs logiciels de cybersurveillance.

## Réactions
Le lendemain des révélations, le président chypriote Níkos Christodoulídis a déclaré qu'il y aurait une enquête pour savoir s'il y a eu une violation des sanctions contre la Russie en utilisant Chypre comme plaque tournante. « La réputation de notre pays, la crédibilité de notre pays […] est cruciale ».
À Chypre, à la suite de l'enquête de l’ICIJ,  les autorités et le FBI ciblent des avocats et des comptables locaux qui opèrent et couvrent des hommes d’affaires russes frappés par les sanctions européennes depuis février 2022.